# Rauschradar
Als Rauschradar (auch Stealth-Radar oder Tarnkappenradar) bezeichnet man ein von dem US-amerikanischen Ingenieur Eric Walton entwickeltes Radarortungsgerät, das im Unterschied zu herkömmlichen Radarsignalen sehr viel mehr Einsatzmöglichkeiten bietet und dessen Quelle gleichzeitig viel schwerer zu orten ist.

## Funktionsweise
Das Rauschradar benutzt als Signal Pseudozufallsrauschen, welches zwar streng deterministisch ist, das aber dem in der Atmosphäre ständig vorhandenen Mix durch kosmische Strahlung und Funkverkehr so sehr ähnelt, dass es von Außenstehenden nur aufgespürt werden kann, wenn die genaue Generatorfolge bekannt ist. Alternativ kann auch echtes Rauschen verwendet werden, was den Vorteil hat, dass es nicht-periodisch ist, aber den Nachteil, dass es aufwendiger in der Verarbeitung (Erzeugung wie auch Auswertung) ist. Im Unterschied zu den kurzen, intensiven Impulsen konventioneller Radarsysteme arbeitet das Rauschradar mit schwachen, aber längeren Signalen, die spektral gespreizt sind. Die nur sehr minimalen Unterschiede zwischen Ausgangssignal und Echo können mittels digitaler Signalverarbeitung analysiert werden und daraus ein Radarbild gebildet werden.

## Geschichte
Die Idee vom Rauschradar besteht bereits seit den 1950er Jahren. Die Umsetzung freilich wurde erst möglich mit der Verwendung von Computerchips, die im Gigahertzbereich arbeiten. Neben Walton forschen auch viele andere Wissenschaftler am Rauschradar, darunter ein Team der Technischen Universität Ilmenau unter Jürgen Sachs.

## Vorteile
Das Rauschradar kann mit einer sehr weit gefassten Signalbandbreite arbeiten und daher auf sehr unterschiedliche Weise eingesetzt werden. Neben der militärisch interessanten Option, eine nicht zu ortende Radarquelle zu besitzen, ist es daher auch für Zwecke des Katastrophenschutzes (beispielsweise Suche nach verschütteten Menschen), statische Prüfungen von Gebäuden oder, so die Hoffnung der Forscher von der TU Ilmenau, auch zur Untersuchung menschlicher Blutgefäße geeignet.

## Weblink
- Radartutorial: Blockschaltbild eines Rauschradars